# The Singing Fool
The Singing Fool és una pel·lícula dramàtica musical estatunidenca del 1928 parcialment sonora dirigida per Lloyd Bacon que fou produïda per Warner Bros. La pel·lícula és protagonitzada per Al Jolson en blackface i és una continuació de la seva pel·lícula anterior, The Jazz Singer. Se li atribueix l'ajut a consolidar la popularitat de les pel·lícules americanes tant sonores com del gènere musical.

## Trama
Després d'anys de lluita esperançadora, Al Stone (Jolson) va camí de l'estrellat. Interpreta un joglar blackface, però aquest personatge és molt diferent del seu criat negre que l'juda al vestidor.
"I'm Sittin' on Top of the World", canta a una multitud agraïda. Però, tal com descobreix Al, una cosa és arribar-hi. Quedar-s'hi és una altra. El cambrer cantant Stone aconsegueix el seu gran descans en una nit màgica quan la seva cançó sorprèn a un gran productor i a una showgirl que busca or. Segueixen l'èxit i el matrimoni de Broadway, però els temps difícils arriben. L'esposa voluble d'Al l’abandona, emportant-se el seu fill estimat que anomena Sonny Boy. Desconsolat, Al es converteix en un solitari amargat fins que els amics amb els que va iniciar la seva carrera el rescaten d'una vida al carrer. Aviat, Al torna a la llum. Però li espera una altra crisi: Sonny Boy és a l’hospital i es mor.

## Repartiment
- Al Jolson - Al Stone
- Betty Bronson - Grace
- Josephine Dunn - Molly Winton
- Arthur Housman - Blackie Joe
- Reed Howes - John Perry
- Davey Lee - Sonny Boy
- Edward Martindel - Louis Marcus
- Robert Emmett O'Connor - Bill, propietari del cafè
- Helen Lynch - Donzella
- Agnes Franey - "Balloon" girl
- The Yacht Club Boys - Quartet de cantants
- Jack Stoutenburg (sense acreditar)
- Carl M. Leviness - Carl, cambrer al Clicquot Club (no acreditat)
- William H. O'Brien - Cambrer al Blackie Joe's (no acreditat)
- Bob Perry - Porter al Blackie Joe's (no acreditat)

## Producció
Com The Jazz Singer, "The Singing Fool" era un melodrama amb interludis musicals, i com a tal va ser una de les primeres pel·lícules musicals de la indústria cinematogràfica. Produïda durant el període de transició entre el cinema mut i rl cinema sonor, la pel·lícula es va estrenar tant en versió sonora com en silenci.
'The Singing Fool' era una característica que parlava parcialment, que presentava una partitura musical sincronitzada amb efectes de so juntament amb seqüències musicals i parlants sincronitzades, tot i que en aquesta pel·lícula s'incloïen aproximadament 66 minuts parlant i cantant. La primera pel·lícula totalment parlada d'Al Jolson, Say It With Songs, apareixeria el 1929.

## Recepció
The Singing Fool va consolidar la posició de Jolson al cim del món del cinema; fins que La Blancaneus i els set nans superés qualsevol pel·lícula sonora en èxit financer d'aquesta barreja de sentiment i espectacles que agradava al públic. Amb una recaptació mundial de 5,9 milions de dòlars, seguiria sent la pel·lícula amb més èxit de la història de Warner Bros. fins al llançament d' El sergent York el 1941.
Segons els registres de Warner Bros, la pel·lícula va guanyar 3.821.000 dòlars nacionals i 2.095.000 dòlars a l'estrangers.
Per a la majoria de públic de pel·lícules, "The Singing Fool" es va convertir en la seva primera experiència amb una pel·lícula sonora, ja que poques sales de cinema havien estat equipades amb un sistema de so el 1927. La recepció positiva de la pel·lícula també es va veure com a significant que les pel·lícules sonores eren aquí per quedar-se. "Aquí teniu una completa reivindicació per als defensors de les imatges sonores", va escriure Film Daily. "The Singing Fool és el millor exemple d'imatges sonores realitzades fins ara." Mordaunt Hall de The New York Times va escriure que el diàleg era "una mica mesurat" i que Dunn "no convenç", però va reconèixer que el principal punt d'interès de la pel·lícula no era "en la seva narració transparent, sinó en el cant inimitable de Mr. Jolson", i sobre aquesta base era "entreteniment capital". John Mosher de The New Yorker també va recomanar la pel·lícula, escrivint: "Afortunadament, al llarg d'aquesta pel·lícula té les cançons pròpies d'Al Jolson per escoltar, perquè la història ha estat concebuda per explotar al màxim els seus talents especials. Sempre que l'acció comença a caure i es retarda, Al només ha de fer un pas endavant i fer les seves coses i salva el dia". Un comentarista de comunicacions va afirmar que The Singing Fool "serà per al cinema sonor el que ha estat El naixement d'una nació per al cinema mut".
Durant un temps la pel·lícula també va convertir Davey Lee, el coprotagonista de 3 anys de Jolson, en l'estrella infantil més popular des de Jackie Coogan. Lee va tornar a protagonitzar amb Jolson a Say It With Songs i va protagonitzar algunes altres pel·lícules, inclosa Sonny Boy el 1929 fins que els seus pares el van treure del negoci del cinema.
La pel·lícula és reconeguda per l'American Film Institute en aquestes llistes:
- 2004: AFI's 100 Years...100 Songs:
  - "Sonny Boy" - Nominada[8]

## Cançons
Es van utilitzar principalment cançons populars dels catàlegs de DeSylva, Brown i Henderson, i Rose i Jolson.
- "There's a Rainbow 'Round My Shoulder" lletra i música de Billy Rose, Al Jolson i Dave Dreyer
- "Golden Gate" lletra de Billy Rose i Dave Dreyer, música d'Al Jolson i Joseph Meyer
- "I'm Sittin' on Top of the World" lletra de Sam Lewis i Joe Young, música de Ray Henderson
- "It All Depends on You" lletra i música de Lew Brown, B. G. DeSylva i Ray Henderson
- "Keep Smiling at Trouble" lletra d'Al Jolson i B. G. DeSylva, música de Lewis Gensler
- "Sonny Boy" lletra i música de Lew Brown, B. G. DeSylva i Ray Henderson
  - "Sonny Boy" es va convertir en la primera cançó d'una pel·lícula que va vendre més d'un milió de còpies. Finalment, va vendre més de 3 milions de còpies de partitures, rotlles de piano i discos de fonògraf.
- "The Spaniard That Blighted My Life" Billy Merson (vegeu abaix)
- Font:[9]

## Escenes esborrades
La interpretació d'Al Jolson de "The Spaniard That Blighted My Life" s'ha perdut a les impressions existents de la pel·lícula. Això es deu a una demanda iniciada per l'autor de la cançó, Billy Merson. Merson va afirmar que ell, com a intèrpret, devia els seus ingressos a les seves pròpies interpretacions de la cançó i que la versió de Jolson disminuiria la seva capacitat per guanyar-se la vida. La cançó es va eliminar de tots els gravats de "The Singing Fool" que es va exhibir al Regne Unit. Malauradament, les úniques còpies de la pel·lícula que encara es conserven són les del Regne Unit, per la qual cosa falta la cançó. Aquestes còpies també tenen la majoria dels cartells de títols decoratius originals de Warner Brothers substituïts per unes senzilles de fabricació britànica que s’utilitzaven per eliminar els americanismes que els britànics no entendien ni apreciaven (una pràctica habitual a l'època muda). Només la banda sonora sobreviu als discos Vitaphone existents.